# Малая древесница
Малая древесница (лат. Leptopelis aubryi) — вид бесхвостых земноводных семейства пискуньи. Встречается в юго-восточной Нигерии, Камеруне, Центральноафриканской Республике, Экваториальной Гвинее, Габоне, Республике Конго, западной и северной части Демократической Республики Конго и Анголе (анклав Кабинда и крайняя северо-восточная прилегающая часть Анголы).

## Этимология
Видовое название aubryi присвоено в честь Шарля Эжена Обри-Леконта, французского колониального администратора и натуралиста-любителя.

## Таксономия
Leptopelis aubryi похож на Leptopelis spiritusnoctis (до 2007 года именовавшийся Leptopelis hyloides) из Западной Африки, и иногда их рассматривали как конспецифичных. Однако разница в криках самцов и генетические данные подтверждают, что это отдельные виды. Фактически, большое разнообразие вариантов криков у L. aubryi может указывать на то, что этот вид может быть на самом деле комплексом криптических видов.

## Внешний вид и строение
Длина от кончика рыла до ануса у взрослых самцов составляет 33-39 мм, а у самок — 44-54 мм. Спина коричневая, с затылочным треугольником и округлыми боковыми пятнами. На боках, особенно в паху, имеются небольшие темные точки, а на спине и конечностях часто есть небольшие белые пятна.

## Среда обитания и охрана
Древесный вид, обитающий в различных местообитаниях: вторичных лесах, болотных лесах, а также в нарушенных местообитаниях (кустарников на сельскохозяйственных землях) за пределами лесов. Яйца откладываются в гнезда, зарытые в грязь около болот и прудов, где позже развиваются головастики.
Адаптивный и достаточно распространенный вид. Он встречается в ряде охраняемых территорий, включая национальный парк Коруп (Камерун) и национальный парк Монте-Ален (Экваториальная Гвинея). Существенных угроз для вида не выявлено.